# Crivățu (okręg Ardżesz)
Crivățu – wieś w Rumunii, w okręgu Ardżesz, w gminie Cuca. W 2011 roku liczyła 68 mieszkańców.